# ギブソン・モダーン
モダーン (Gibson Modern)はギブソンのエレクトリックギター。
1950年代、ギブソンはライバルであるフェンダーのテレキャスター、ストラトキャスターにより、シェアを大きく失っていた。そこで反撃をコンセプトに近代的なソリッドボディを3本制作する。1957年6月27日、ギブソンの社長テオドア・マッカーティ (Theodore "Ted" McCarty) は米国特許商標庁に「フライングV」、「フューチュラ（後のエクスプローラー）」、「モダーン」の三本を提出。特許は1958年1月7日に発行されたが、モダーンはカタログには載らず、この時モダーンが生産されたのかどうかは熱い論争の種となっている（エクスプローラーのことには触れている製品リストにも、あいまいな言及しかない）。マッカーティは、プロトタイプは少数（１本？）作られたものの、いずれも最終的品質に至らなかったと語ったという。
1982年、ギブソンによりアトランタでのNAMMショーで「ヘリテージ・シリーズ」の一環として再発表され、後に韓国エピフォンで生産された。
外見的には、モダーンはフライングVのように長く伸びる低音弦側、鮫の鰭のようにえぐり取られた高音弦側、扇型、ゴールドハードウェアを備える。
生産数の少なさと先進的デザインから、コレクターはモダーンを探し回っている。